# Kverulansparanoia
Kverulansparanoia (paranoia querulans) är en psykiatrisk diagnos som kom i bruk i slutet av 1800-talet. Det är en undergrupp till vanföreställningssyndrom, och kallas ibland processparanoia eller rättshaverism. Den kan definieras som benägenheten att ihållande framföra klagomål om förhållandevis triviala ämnen, på mer eller mindre god grund, och att fortsätta framföra dessa klagomål i sådan utsträckning att den skada som man därmed gör sig själv, i processen och av besvikelse över dess resultat, är värre än den som den ursprungliga frågan upplevts ha åstadkommit.

## Historik
Inom psykiatrin var diagnosen kverulansparanoia ett accepterat begrepp från slutet av 1800-talet och då diskuterad av bland andra den kände tyske psykiatern Emil Kraepelin. Han attribuerade "över"-kverulerande beteende till psykologiska orsaker, vilket implicerade att det kunde behandlas och hanteras av psykologer och psykiatriker. Denna nya syn vann vida acceptans.
Begreppet har hundra år senare blivit blivit sällsynt i den medicinska litteraturen, framför allt därför att diagnosen utnyttjats för att stigmatisera beteenden av personer som vill ha upprättelse för giltiga oförrätter. I Sverige kom diagnosen kverulansparanoia att användas i samband med den svenska rättsröteskandalen som går under namnet Sellingaffären under 1950-talet och hamnade därefter i vanrykte.
Det har under 2000-talet också höjts röster om att återintroducera begreppet för att definiera en för individen och för samhället allvarlig beteendestörning,
 samt för att ägna större uppmärksamhet åt ämnet och genomföra mer forskning inom området.

## Världshälsoorganisationen
Begreppet "Paranoia querulans" finns med i Världshälsoorganisationens standard för att klassificera sjukdomar, ICD-10, under sektion F22.8. I den svenska upplagan av ICD-10 anges "kverulansparanoia" på samma sätt som ett exempel på "Andra specificerade kroniska vanföreställningssyndrom".